# Guillermo García López
Guillermo García López (La Roda, 4 giugno 1983) è un ex tennista spagnolo.

## Carriera
Divenuto professionista nel 2002, il 10 maggio 2010 ha raggiunto la sua miglior classifica alla posizione nº39. Ha ottenuto la sua prima vittoria in un torneo ATP, all'Austrian Open di Kitzbühel 2009, dove ha sconfitto in finale il francese Julien Benneteau con il punteggio di 3-6, 7–6(1), 6-3.
I suoi migliori risultati nei tornei del grande slam sono rappresentati dal terzo turno raggiunto all'Australian Open e Wimbledon entrambi nella stagione 2008.
In doppio ha disputato quattro finali vincendone una al torneo ATP di Doha 2010 in coppia con il connazionale Albert Montañés sconfiggendo nell'occasione la coppia formata da František Čermák e Michal Mertiňák con il punteggio di 6-4, 7-5. A fine 2021 ha annunciato il suo ritiro .

## Statistiche

### Singolare

#### Vittorie (5)
| Legenda                   |
| Grande Slam (0)           |
| ATP World Tour Finals (0) |
| ATP Masters 1000 (0)      |
| ATP World Tour 500 (0)    |
| ATP World Tour 250 (5)    |

| Numero | Data            | Torneo                             | Superficie  | Avversario in finale | Punteggio        |
| 1.     | 23 maggio 2009  | Austrian Open Kitzbühel, Kitzbühel | Terra rossa | Julien Benneteau     | 3-6, 7-6(1), 6-3 |
| 2.     | 3 ottobre 2010  | Thailand Open, Bangkok             | Cemento (i) | Jarkko Nieminen      | 6-4, 3-6, 6-4    |
| 3.     | 13 aprile 2014  | Grand Prix Hassan II, Casablanca   | Terra rossa | Marcel Granollers    | 5-7, 6-4, 6-3    |
| 4.     | 8 febbraio 2015 | Zagreb Indoors, Zagabria           | Cemento (i) | Andreas Seppi        | 7-6(4), 6-3      |
| 5.     | 26 aprile 2015  | Romanian Open, Bucarest            | Terra rossa | Jiří Veselý          | 7-6(5), 7-6(11)  |

#### Finali perse (4)
| Legenda                   |
| Grande Slam (0)           |
| ATP World Tour Finals (0) |
| ATP Masters 1000 (0)      |
| ATP World Tour 500 (0)    |
| ATP World Tour 250 (4)    |

| Numero | Data              | Torneo                               | Superficie  | Avversario in finale | Punteggio     |
| 1.     | 19 giugno 2010    | Eastbourne International, Eastbourne | Erba        | Michaël Llodra       | 5-7, 2-6      |
| 2.     | 27 aprile 2013    | Romanian Open, Bucarest              | Terra rossa | Lukáš Rosol          | 3-6, 2-6      |
| 3.     | 22 settembre 2013 | St. Petersburg Open, San Pietroburgo | Cemento (i) | Ernests Gulbis       | 6-3, 4-6, 0-6 |
| 4.     | 5 ottobre 2015    | Shenzhen Open, Shenzhen              | Cemento (i) | Tomáš Berdych        | 3-6, 6(7)-7   |

### Doppio

#### Vittorie (3)
| Legenda                   |
| Grande Slam (0)           |
| ATP World Tour Finals (0) |
| ATP Masters 1000 (0)      |
| ATP World Tour 500 (0)    |
| ATP World Tour 250 (3)    |

| Numero | Data           | Torneo                            | Superficie      | Compagno        | Avversari in finale               | Punteggio           |
| 1.     | 8 gennaio 2010 | Qatar Open ATP, Doha              | Cemento         | Albert Montañés | František Čermák Michal Mertiňák  | 6-4, 7-5            |
| 2.     | 2 marzo 2014   | Brasil Open, San Paolo            | Terra rossa (i) | Philipp Oswald  | Juan Sebastián Cabal Robert Farah | 5-7, 6-4, [15-13]   |
| 3.     | 27 agosto 2016 | Winston-Salem Open, Winston-Salem | Cemento         | Henri Kontinen  | Andre Begemann Leander Paes       | 4-6, 7-6(6), [10-8] |

#### Finali perse (6)
| Legenda                                           |
| Grande Slam (1)                                   |
| ATP World Tour Finals (0)                         |
| ATP Masters 1000 (0)                              |
| ATP World Tour 500 (0)                            |
| ATP International Series / ATP World Tour 250 (5) |

| Numero | Data              | Torneo                        | Superficie  | Compagno            | Avversari in finale           | Punteggio        |
| 1.     | 24 luglio 2006    | Croatia Open Umag, Umago      | Terra rossa | Albert Portas       | Jaroslav Levinský David Škoch | 4-6, 4-6         |
| 2.     | 16 luglio 2007    | Stuttgart Open, Stoccarda     | Terra rossa | Fernando Verdasco   | František Čermák Leoš Friedl  | 4-6, 4-6         |
| 3.     | 4 ottobre 2009    | Thailand Open, Bangkok        | Cemento (i) | Miša Zverev         | Eric Butorac Rajeev Ram       | 6(4)-7, 3-6      |
| 4.     | 22 luglio 2013    | Swiss Open Gstaad, Gstaad     | Terra rossa | Pablo Andújar       | Jamie Murray John Peers       | 3–6, 4–6         |
| 5.     | 13 luglio 2014    | Stuttgart Open, Stoccarda (2) | Terra rossa | Philipp Oswald      | Artem Sitak Mateusz Kowalczyk | 6-2, 1-6, [7-10] |
| 6.     | 10 settembre 2016 | US Open, New York             | Cemento     | Pablo Carreño Busta | Jamie Murray Bruno Soares     | 2-6, 3-6         |